# Güney Qışlaq
Güney Qışlaq è un comune dell'Azerbaigian situato nel distretto di Şahbuz.